# 중마고등학교
중마고등학교(中馬高等學校)는 대한민국 전라남도 광양시 마동에 위치한 공립 고등학교이다.

## 학교 연혁
- 2004년 6월 5일 : 중마고등학교 설립 인가(8학급, 완성 24학급)
- 2006년 3월 1일 : 초대 정기식 교장 취임
- 2006년 3월 2일 : 중마고등학교 개교
- 2006년 3월 3일 : 제1회 입학식(275명 입학)
- 2008년 4월 29일 : 기숙사 중마학숙 준공
- 2009년 2월 12일 : 제1회 졸업식(252명 졸업)
- 2011년 2월 10일 : 교지<가온말> 창간
- 2011년 3월 1일 : 학력향상형 및 자율형 창의경영학교 선정 운영
- 2014년 11월 26일 : 청솔관(3학년) 준공
- 2024년 9월 1일 : 제12대 서금열 교장 부임
- 2025년 2월 6일 : 제17회 졸업식(185명 졸업, 총 4,345명)

## 참고 자료
- 중마고등학교 - 한국교육학술정보원 학교알리미